# Mexikói rókamókus
A mexikói rókamókus (Sciurus nayaritensis) a mókusfélék családjába tartozó, Mexikó és az USA Arizona államának hegyi erdeiben élő emlősfaj. 

## Megjelenése
A mexikói rókamókus testhossza 26-31 cm (átlagosan 28 cm), amihez egy kb. ugyanilyen hosszú, 26-30 cm-es (átlagosan 27,5 cm) farok járul. A hímek átlagosan 684, a nőstények 707 grammosak. Bundája a hátán, az oldalain, a fejtetőn és a farkán sárgásszürke és fekete szőrök keverékéből áll, ami szürkés összhatást eredményez. Hasa, torka, oldalának alsó része, végtagjainak belső (vagy külső) oldala, szemkörüli része okkersárgás vagy halvány barnásvörös. Csupasz talpa sötétlila. Színezete területenként, évszakonként és alfajonként is változik. Bundája vastag és puha, hosszú aljszőrökkel. Farka hosszú és bozontos; télen egy hosszanti, széles, fekete sáv látható rajta, ami nyárra eltűnik. A farokszőrök töve minden esetben okkerszínű, de a farok alsó oldalán végig azok, míg a felsőn feketébe váltanak, a legvégük pedig sárgásfehér. Fülhegyén nincs szőrpamacs. 
Három, főleg színezetében eltérő alfajt különböztetnek meg:  
- S. nayaritensis chiricahuae
- S. nayaritensis apache
- S. nayaritensis nayaritensis

## Elterjedése
Észak-Amerikában honos: Mexikó Nyugati-Sierra Madre hegységében az amerikai határtól egészen Jalisco államig, valamint az Egyesült Államok Arizona államában a Chiricahua-hegységben, 1600-2700 méteres magasságban. 

## Életmódja
A mexikói rókamókus elsősorban a folyómenti, ártéri sűrű erdőket kedveli, ahol különféle platánok, kőrisek, diófélék, örökzöld tölgyek, fenyők nőnek. Legnagyobb egyedszámban a szurdokok, kanyonok alján burjánzó bozótos erdőkben található meg. 
Nappal aktívak; a lombkoronában lévő fészküket a hajnalt követően hagyják el és napnyugta előtt térnek vissza. Idejük nagy részét a földön töltik, mert az ágak között nem mozognak teljes biztonsággal és bizonytalanul másznak fel a fatörzsekre is. A fiatalok gyakran le is esnek róluk és a felnőttek sem mondhatók gyakorlott famászónak. A hímek általában egy 30-40 hektáros területen belül, míg a nőstények 10-20 hektáron mozognak. Vészkiáltásait kivéve többnyire nem ad ki hangot.
Elsősorban makkokkal, diókkal, fenyőmaggal táplálkoznak, de szükség esetén megeszik a gyökereket, gumókat, rügyeket, bogyókat, gombákat, néha egy-egy rovart vagy hernyót is. Időnként kifosztják a madarak fészkét és megeszik a tojásokat vagy a fiókákat. Az embert és a mesterséges élelmiszereket kerülik. A mérsékelt övi mókusoktól eltérően nem rejt el élelemtartalékot, nem ássa el a makkokat.   
Szaporodásának részletei nem ismertek, de a vele együtt élő, rokon aranyhasú mókus és az ecsetfülű mókus egyévesen lesz ivarérett, április-májusban van a párzási időszaka és a nőstények 43 nap vemhesség után hozzák világra egy-három kölyküket, amelyeket 76 napnyi szoptatás után választanak el. 
A mexikói rókamókusra ragadozó madarak, kígyók, kisragadozók és az ember vadászik. Ha a ragadozó túl közel van ahhoz hogy időben elmeneküljön, felkapaszkodik a legközelebbi (vagy legmagasabb) fára és igyekszik elrejtőzni előle; eközben akár 45 percig is mozdulatlan maradhat. 
Hordozhatja a veszettség vírusát vagy a toxoplazmózist okozó Toxoplasma gondii baktériumot. 

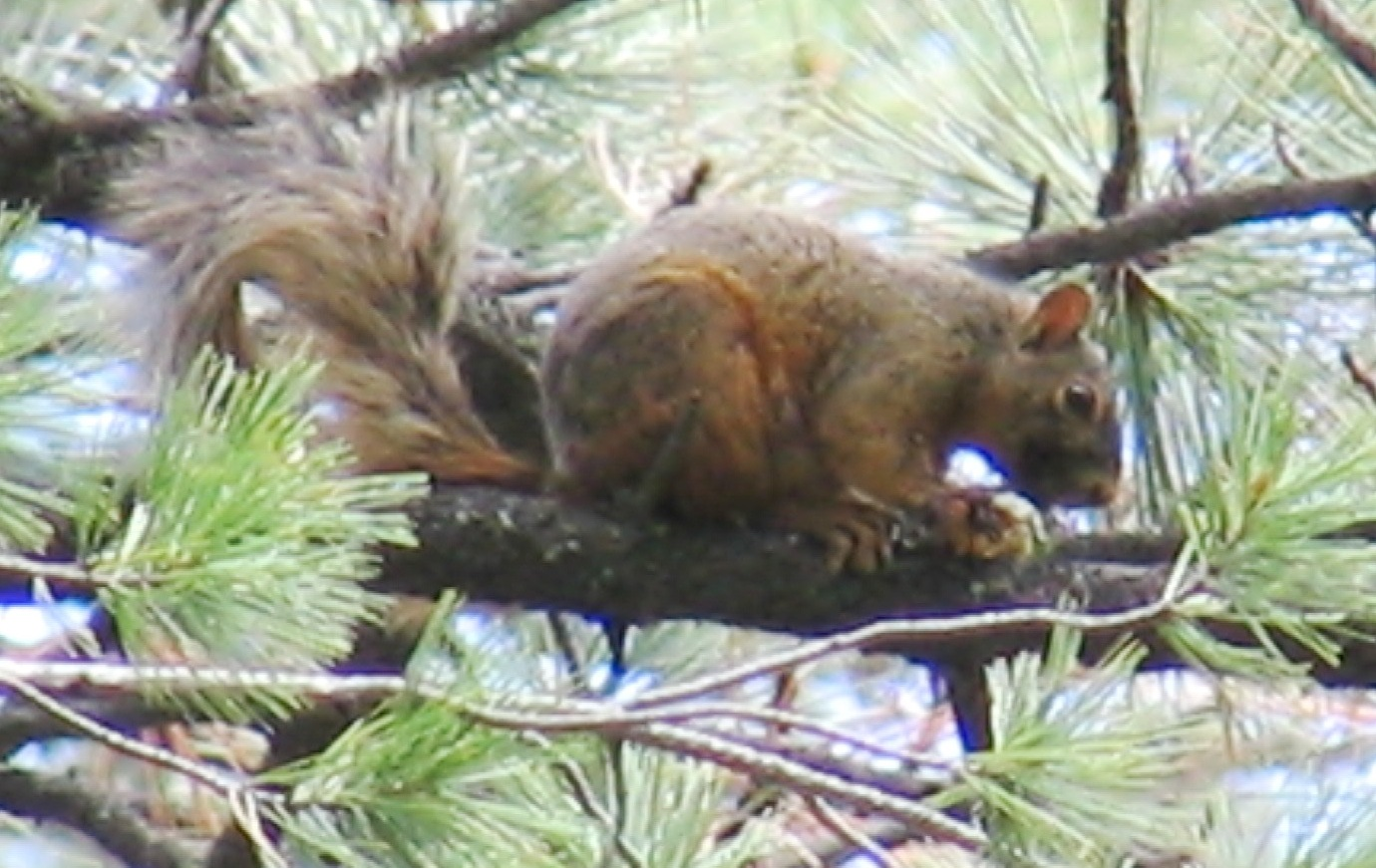
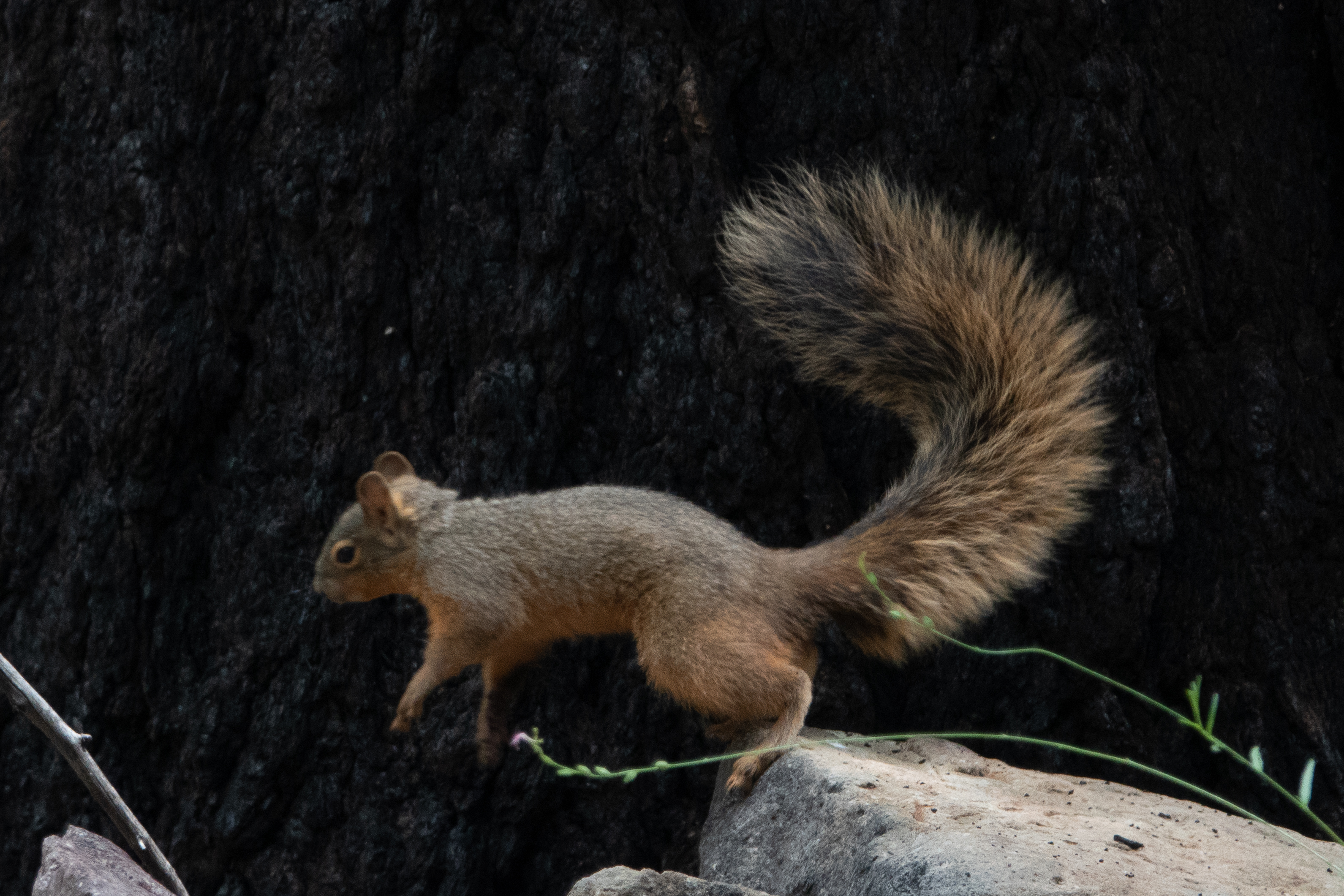
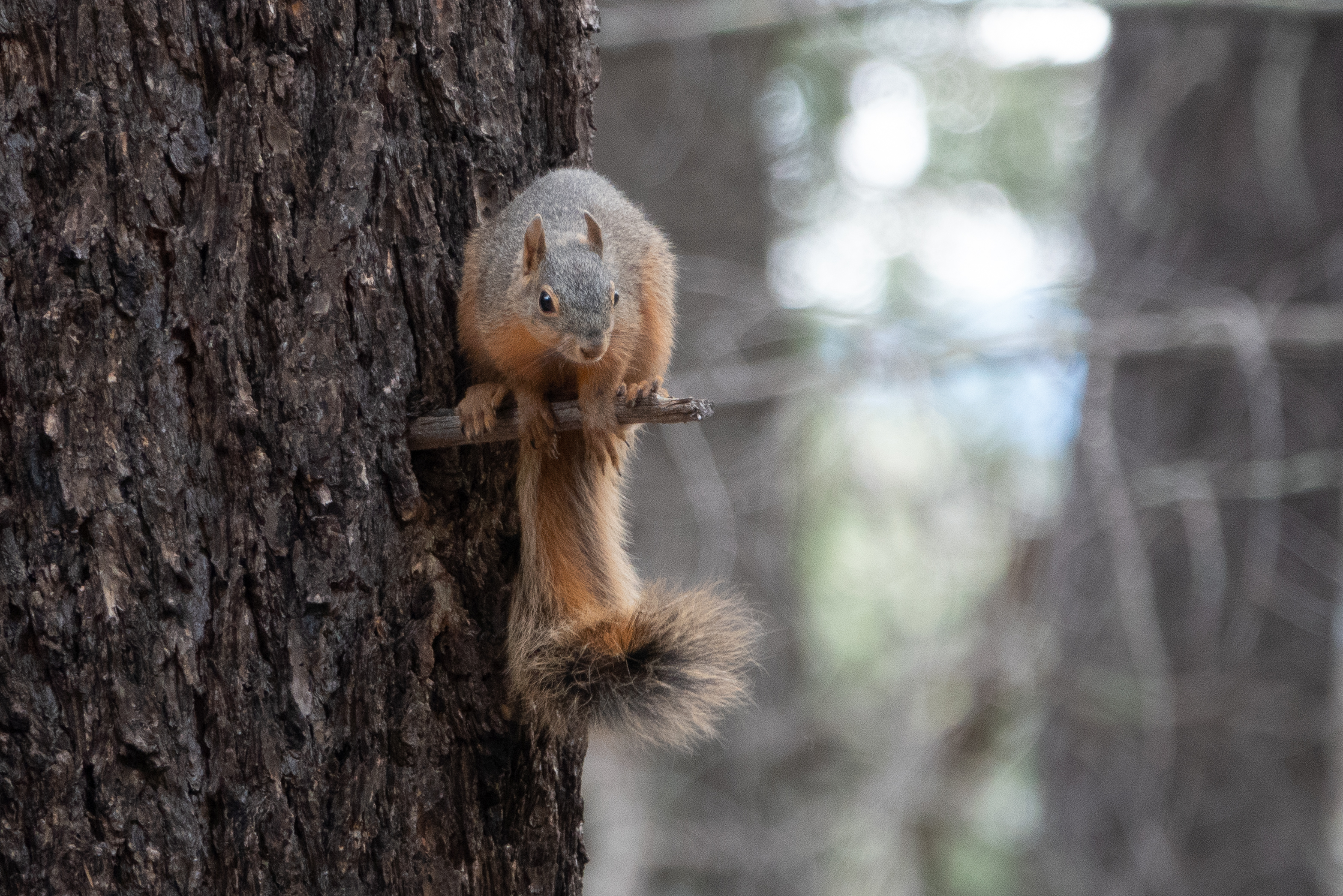
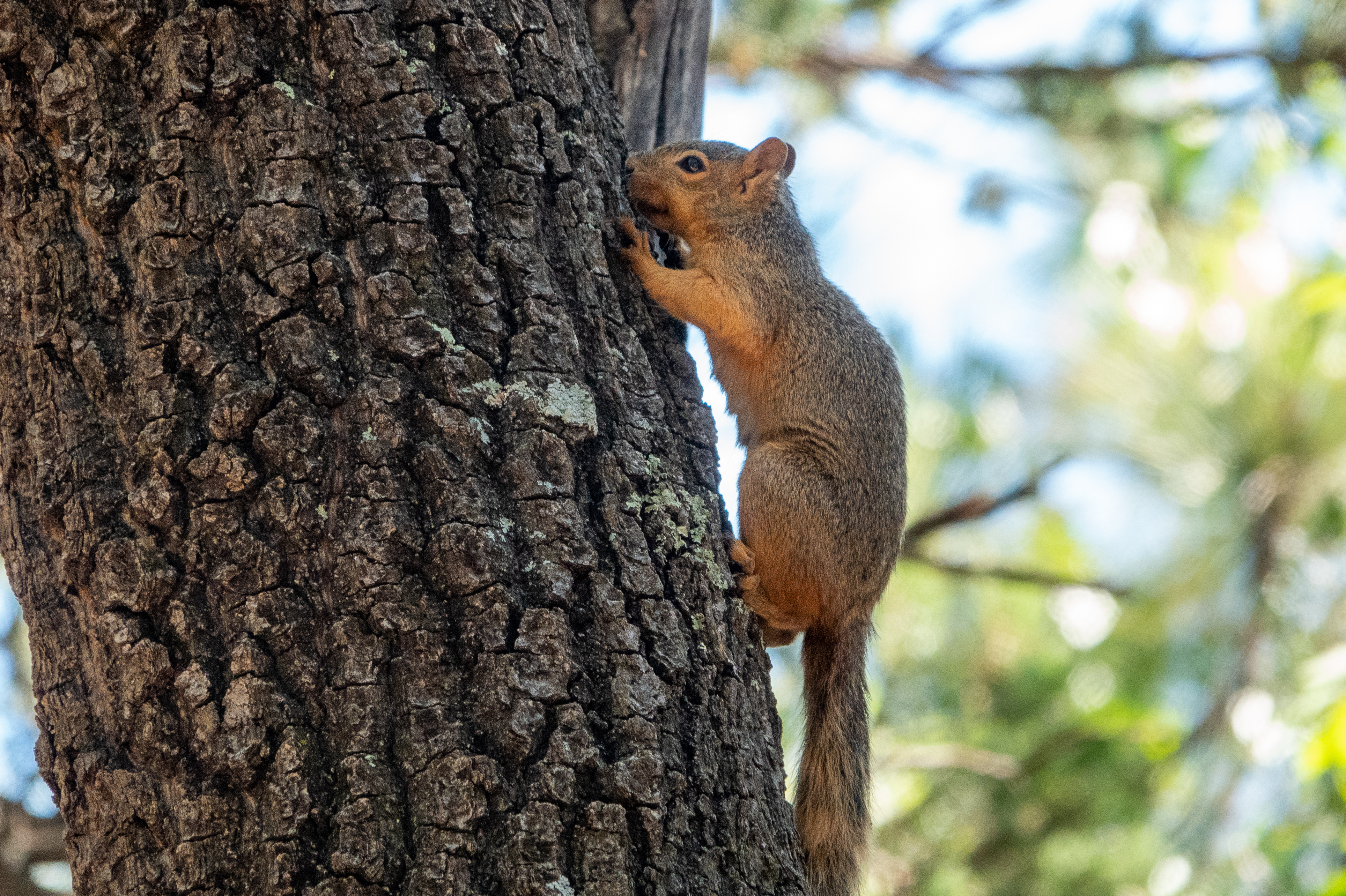
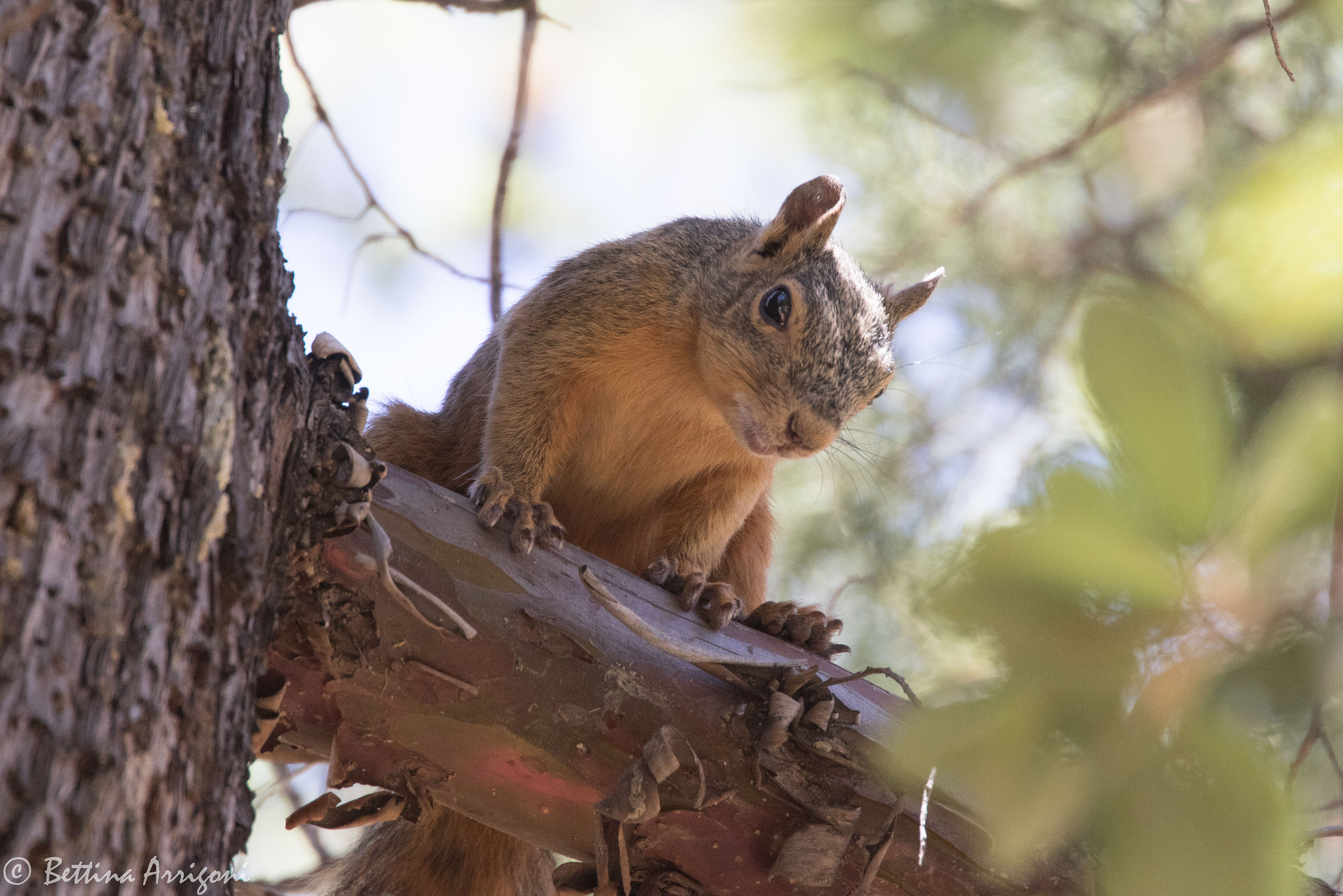